# المغدر (الجميمة)

تعديل مصدري - تعديل

المغدر هي إحدى قرى عزلة مسويا بمديرية الجميمة التابعة لمحافظة حجة، بلغ تعداد سكانها 75 نسمة حسب تعداد اليمن لعام 2004.